# تونس خلال الحرب العالمية الأولى
وضعية تونس خلال الحرب العالمية ناتجة عن تبعيتها للامبراطورية الاستعمارية الفرنسية وخضوعها للحماية الفرنسية. لذلك شاركت في الجهود الفرنسية في الحرب في مختلف الجبهات.

## الوضعية قبل الحرب

### التجنيد في تونس

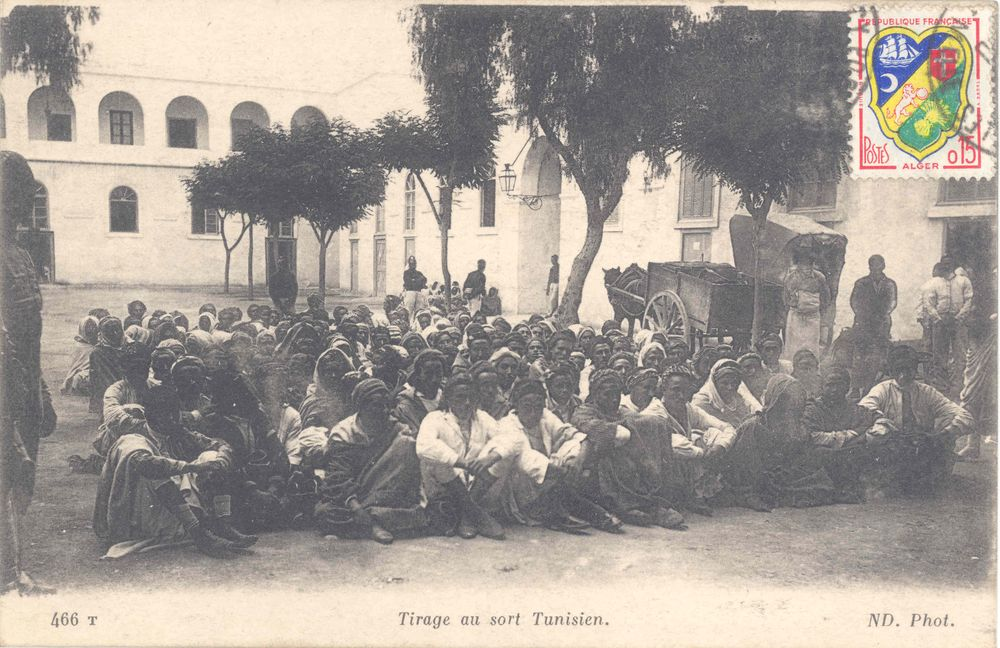
قرعة التجنيد خلال بداية القرن العشرين

ظهر التجنيد في تونس منذ سنة 1860، وكانت مدة الخدمة العسكرية في تلك الفترة 8 سنوات. إن تأسيس الحماية الفرنسة أدى إلى تغيير هذه المدة. انطلاقا من سنة 1900، اجبرت تونس على الترفيع من هذه المدة لمدة 3 سنوات من النشاط. وقد كان يتم تعويض الجنود المحررين بأخرين يتم اختيارهم عبر القرعة يشارك فيها الشبان الذين أعمارهم بين الـ19 والـ21 سنة، حيث حدد عددهم بقرار (4212 قبل الحرب). بالرغم من ذلك كان هناك العديد من المعفيين (الطلبة، المتدينين، الشيوخ، القادة، أصيلوا مدينة تونس وغيرهم...). بالإضافة إلى ذلك كان من الممكن الحصول على الاعفاء بمجرد دفع ثمن التعويض المقنن بقرار ويتمثل في 1000 فرنك قبل الحرب. لذلك لم يكن يشمل الانتداب عموما سوى 10% من القادرين على التجنيد. مثلا سنة 1916، تم جمع 2611 من بين 26364 مدعوا.
في حالة التعبئة العامة، فإن الدفعات السبعة المحررة أخيرة يتم دعوتعا ثانيا.
هذه القاعدة لا نتطبق الا على التونسيين المسلمين. في حين أن التونسيين اليهود معفون من الخدمة العسكرية. أما بالنسبة للفرنسيين القاطنين بتونس فانها نفس القواعد التي تطبق عليهم في الأراضي الفرنسية. حيث أن الخدمة العسكرية تدون 3 سنوات وهي تشمل من عمرهم بين 20 و48 سنة.

### الوضع الديبلوماسي التونسي
مع تفجر الكراهية المتبادلة في العالم، كانت الوضعية الديبلوماسية التونسية غامضة. فلم تعلن تونس فيما قبل الحرب على دول المركز وبقيت بلد محايدا. بالإضافة إلى أن قرار 3 أفريل 1904 لم يعطي الأحقية لدعوة جيش الاحتياط سوى للدفاع عن الوطن. لكن وعملا باتفقيات الحماية، فان وزير الحرب التونسي عليه أن يكون جنرال فرنسي وقد وافق الناصر باي على امضاء أمر التعبئة. لذلك تنقل الجنود التونسيون للتراب الفرنسي. وقد تم تسميت الفوج بالقناصة الجزائرين وهم يتكونون من جنود تونسيين واطارات فرنسية انطلاقا من سنة 1884.
هذه الوضعية الغامضة كانت في صالح الحلفاء حيث أن ألمانيا سنة 1916 اشتكت لباي تونس من كثرة السفن التي تحمل الراية التونسية في البحر المتوسط.

## التعبئة

### الجنود

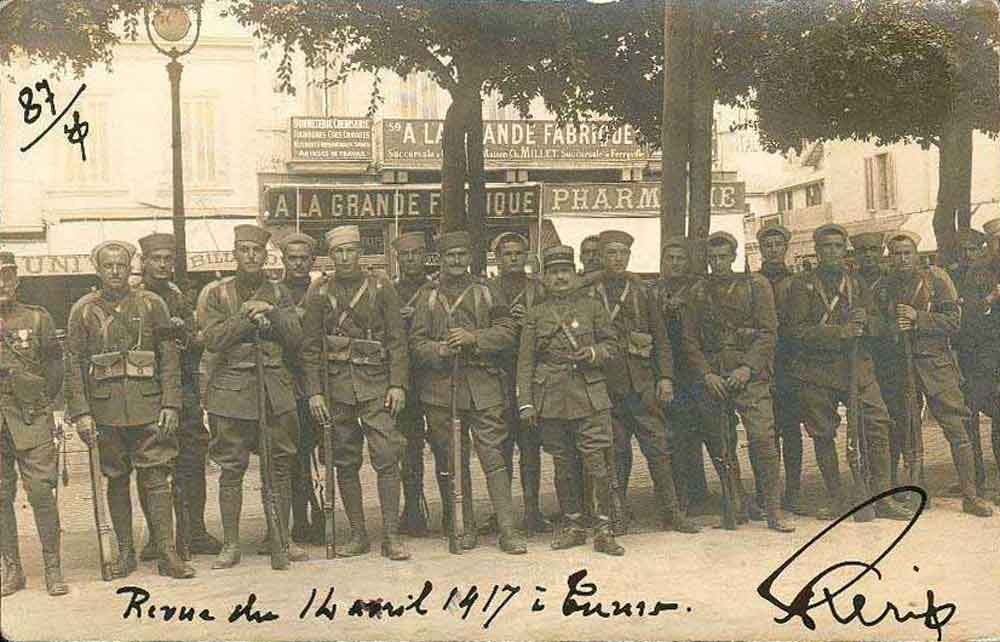
تجمع للجنود بمناسبة استعراض يوم 14 أفريل 1917 في تونس

منذ اعلان الحرب في غرة أوت 1914، تم دعوة قوى الاحتياط التونسية (الأفواج بين 1904 و1911) طبقا لقرار 3 أفريل 1904. وفرطا في الحماسة تم إصدار قرار يدعو الأفواج بين 1901 و1903 مما رفع عدد الجنود لـ26071 جندي. الأمال التي علقت على انتصار سريع هي التي تفسر المعارضة التي قابلت هذه التعبئة الغير معهودة، لكن نكسة معركة أوت 1914 هي التي تفسر موجة الاستياء التي ظهرت اثر تقاعد شارلو بحسب الأرقام الرسمية الفرنسية، شارك حوالي 60 ألف تونسي على جبهات الحرب العالمية الأولى وهو أكبر من ربع القوى العاملة لإجمالي عدد السكان المقدر حينها بـ1.8 مليون، فيما توفي 16 ألف تونسي في ساحات المعارك.

وتظهر بيانات قديمة أخرى أن تقديرات المشاركين تبلغ حتى أكثر من 80 ألف شخص مات نحو 36 ألف منهم. غير أن المؤكد وفق موقع فرنسي متخصص في الحرب العالمية الأولى أن تونس شاركت في وقت مبكر من عام 1914 في الحرب ضد ألمانيا، حيث تجندت أفواج تونسية من طرف الفرنسيين في معارك الحرب، منها بالخصوص الفوج الرابع الذي شارك في معارك فيردون وشيمين دي دام.
شارك حوالي 60 ألف تونسي على جبهات الحرب العالمية الأولى وهو رقم أكبر من ربع القوى العاملة لإجمالي عدد السكان المقدر حينها بـ1.8 مليون
ويقول المؤرخ جيل مانسيرون على مدونته في «ميديا بيرت» نقلًا عن تقرير يصف فيه المقاتلين التونسيين أنهم «تمردوا قبل المغادرة.. وقع وضعهم في الخنادق بمجرد وصولهم ووقع استنزافهم فكانوا غير قادرين على القيام بأي عمل هجومي».
وتقول وثيقة أخرى ذكرها المصدر نفسه أن الجنود التونسيين عانوا من البرد والرطوبة أكثر من بقية الجنود. وفي هذا الجانب، تنقل جريدة إنه تم إجلاء فوج يتكون من 300 مقاتل لأن أقدامهم تجمدت في شهر واحد. 
وتشير العديد من المصادر التاريخية الأخرى، إلى حالة الجنود التونسيين الذين قُتلوا على سبيل المثال في ديسمبر/كانون الثاني 1914 على جبهة «ييسار»، وهو ما تناوله المؤرخ أنطوان بروست في تقرير بعنوان «أي ذاكرة لحرب 1914-1918؟» سلمه في أكتوبر/تشرين الأول 2013 إلى وزير شؤون المحاربين القدامى.
الجرائم الفرنسية ضدّ التونسيين والثأر غير المنسي:
فيما ينقل مؤرخ آخر وهو جان-إيف لو ناور، في كتابه "التحقيق في جرائم القضاء العسكري" وبالخصوص في الصفحتين 128 و129 أن الجنرال فوش"، قائد المجموعة العسكرية في الشمال، غضب من المقاتلين التونسيين فقام بتاريخ 15 ديسمبر/كانون الأول 1918 باختيار واحد من بين كل 10 مقاتلين بصفة عشوائية، ليقع وضع لافتة عليه مكتوب عليها "جبان" باللغتين العربية والفرنسية، وذلك قبل إعدامه.
ويؤكد موقع الرابطة الفرنسية لحقوق الإنسان – فرع تولون هذه الحادثة ويذكر أنه تم قتل 10 في المائة من المجموعة 15 من الفوج الثامن.
كان العمال التونسيين «شبه عبيد حرب» في فترة الحرب العالمية الأولى
وخلال الفترة نفسها، تمت إدانة 6 تونسيين بتهمة التقصير في فترة الحرب، ولكن لم يقع إعدامهم بل وقع سجنهم مع وقف التنفيذ على الفوز للعودة إلى جبهة القتال «وربما للاستخدام في مهمات قاتلة».
وقد كان العمال التونسيين «شبه عبيد حرب». فإلى جانب المقاتلين، لا يجب أن ننسى أكثر من 20 ألف تونسي، وفق تقديرات، تم تشغيلهم في الحقول والمصانع لتعويض الفرنسيين الذين توجهوا لجبهات القتال.
ويقول المؤرخ الأمريكي تيلر سوفال أن التونسيين «عملوا وعاشوا في عزلة من نظرائهم الفرنسيين، في ظروف أشبه بأسرى الحرب أو حتى العبيد أكثر منها ظروف عمال مستقلين».